# 테일 오브 테일즈 (영화)
《테일 오브 테일즈》(이탈리아어: Il racconto dei racconti - Tale of Tales)는 2015년 공개된 판타지 공포 영화로, 마테오 가로네가 감독을 맡았다. 살마 하예크, 뱅상 카셀, 토비 존스, 존 C. 라일리 등이 출연하였다.
2015년 제68회 칸 영화제 황금종려상 경쟁작이다.

## 줄거리

### 마법에 걸린 사슴
원작: La cerva fatata (The Enchanted Doe)
롱트렐리스 왕국 주술사는 처녀가 요리한 바다 용의 심장을 먹어야 왕비가 아이를 밸 수 있지만 생명을 대가로 요구할 것이라는 예언을 한다. 왕은 용을 죽이지만 상처를 입고 사망한다. 처녀 요리사가 요리한 심장을 먹은 왕비는 머리가 용처럼 새하얀 아들 엘리아스를 배고, 요리사도 아들 조나를 낳는다. 쌍둥이처럼 닮은 두 소년이 절친이 되자 왕비는 조나를 죽이려고 한다. 조나는 도망치면서 나무 뿌리에 칼을 꽂아 구멍을 내고, 엘리아스에게 여기에서 맑은 물이 계속 나온다면 자신이 잘 있다는 뜻이라고 말한다. 하루는 물에 피가 섞여 나오자 엘리아스는 조나를 찾아 나서고, 동굴에서 상처를 입은 조나를 발견한다. 괴물이 선뜻 엘리아스를 공격하지 못하자 엘리아스는 괴물을 죽이고 조나와 동굴을 떠난다. 괴물의 시체는 왕비로 변한다.

### 채찍질당한 노부인
원작: La vecchia scorticata (The King Who Would Have a Beautiful Wife의 이형)
스트롱클리프 왕은 한 여성의 노랫소리에 이끌리고, 밤의 어둠 속에서 사랑을 나눈다. 아침에 자신의 잠자리 상대가 노인 도라였음을 알게 된 왕은 경비를 시켜 도라를 창문 너머로 던지게 한다. 한 마녀가 살아남은 도라에게 젖을 먹이고, 도라는 하루아침에 아름다운 아가씨의 모습으로 거듭난다. 사냥 중에 변한 도라를 마주친 왕은 도라를 왕비로 만든다. 여형제 이마가 끈질기게 회춘의 비결을 묻자 도라는 몸에 채찍질을 가했다고 말한다. 이마는 자신을 채찍질해줄 사람을 찾아내 후려쳐지고, 흉측하게 피범벅이 된다.

### 벼룩
원작: La pulce (The Flea)
하이힐스 왕은 몰래 키우던 애완 벼룩이 거대하게 성장한 뒤 죽자 외피를 벗겨내고, 딸 바이얼릿과 결혼하려는 자는 이 외피가 어떤 짐승의 것인지 알아맞혀야 한다는 조건을 내건다. 한 오거가 냄새로 정답을 맞추고 바이얼릿을 동굴에 데려가 가둬 놓는다. 한 곡예사 일가족이 바이얼릿을 구출해 주려다가 오거에게 몰살된 뒤 바이얼릿은 직접 오거의 목을 베고 성으로 돌아와 왕에게 아버지가 골랐던 신랑감의 목을 가져왔다고 말한다. 쇠약해진 왕과 조신들에 이어 바이얼릿이 무너져 내린다.
바이얼릿의 대관식에 엘리아스, 도라, 스트롱클리프 왕이 귀빈으로 참석한다. 도라는 식 도중에 미모가 시들기 시작하자 성에서 도망친다.

## 출연진
- 살마 하예크 - 롱트렐리스 왕비 역
- 존 C. 라일리 - 롱트렐리스 왕 역
- 크리스천 리스 - 엘리아스 역
- 조나 리스 - 조나 역
- 프랑코 피스토니 - 주술사 역
- 제시 케이브 - 페니치아 역
- 토비 존스 - 하이힐스 왕 역
- 비비 케이브 - 바이얼릿 역
- 알바 로르바케르 - 어머니 서커스 출연자 역
- 마시모 체케리니 - 아버지 서커스 출연자 역
- 뱅상 카셀 - 스트롱클리프 왕 역
- 셜리 헨더슨 - 이마 역
- 헤일리 카마이클 - 도라 역
  - 스테시 마르탱 - 젊은 도라 역
- 조반니 칼카뇨 - 왕실 기사 역